# Anita Villalaz
Anita Villalaz (Bogotá, Colombia; 11 de junio de 1908 - Panamá, Panamá; 1997) fue una actriz de origen colombiano que residió en Panamá.

## Biografía
Fue nieta del político y escritor Gil Colunje y estudió en Costa Rica y en Nueva Orleans. También fue profesora en el Conservatorio Nacional de Música y Declamación de Panamá.
Tuvo una importante labor dentro de la actuación teatral, en donde interpretó en varias obras como Doña Rosita la soltera de García Lorca, Señora ama y rosas de otoño de Jacinto Benavente, Espectros de Henrik Ibsen, Topaze de Marcel Pagnol, El rey Lear de William Shakespeare, entre otros.
En televisión actuó en la primera telenovela panameña, La esquina del infierno (1963), junto con otros actores como Blanquita Amaro, Armando Roblán, Antonio Bernal y Mireya Uribe.
Por su labor se le ha rendido tributo dando su nombre al Teatro Anita Villalaz en la Ciudad de Panamá, inaugurado en 1996, y los Premios Anita Villalaz.